# Weltmeisterschaften im Bogenschießen 1983
Die Weltmeisterschaften im Bogenschießen 1983 wurden vom 19. bis 22. Oktober in Los Angeles, Vereinigte Staaten ausgetragen.

## Ergebnisse Recurvebogen
| Disziplin         | Gold                                                         | Silber                                                          | Bronze                                                    |
| ----------------- | ------------------------------------------------------------ | --------------------------------------------------------------- | --------------------------------------------------------- |
| Männer Einzel     | Richard McKinney                                             | Darrell Pace                                                    | Marnix Vervinck                                           |
| Frauen Einzel     | Kim Jin-ho                                                   | Jung Jea-bong                                                   | Liselotte Andersson                                       |
| Männer Mannschaft | Vereinigte Staaten Richard McKinney Darrell Pace Larry Smith | Südkorea Koo Ja-chong Su Jeon-in Kim Byung-kap                  | Belgien Marnix Vervinck Patrick DeKoning Patrick Steyaert |
| Frauen Mannschaft | Südkorea Kim Jin-ho Jung Jea-bong Kim Mi-young               | BR Deutschland Miloslava Zahradnicek Manuela Dachner Doris Haas | Vereinigte Staaten Ruth Rowe Luann Ryon Tricia Green      |

## Medaillenspiegel
| Platz  | Land               | Gold | Silber | Bronze | Gesamt |
| ------ | ------------------ | ---- | ------ | ------ | ------ |
| 1      | Südkorea           | 2    | 2      | –      | 4      |
| 2      | Vereinigte Staaten | 2    | 1      | 1      | 4      |
| 3      | Deutschland        | –    | 1      | –      | 1      |
| 4      | Belgien            | –    | –      | 2      | 2      |
| 5      | Schweden           | –    | –      | 1      | 1      |
| Gesamt | Gesamt             | 4    | 4      | 4      | 12     |